# Disney Club
Disney Club is een televisieformat gericht op kinderen, bedacht door en gewijd aan producties van het Amerikaanse mediabedrijf The Walt Disney Company. Vanaf de jaren 1990 kenden verschillende landen in Europa, Amerika en Azië hun eigen lokale versie van het programma. 

## Nederland
De Nederlandse versie van het programma verscheen tussen 1989 en 1992 op tv bij de publieke omroep NCRV. Deze omroep had in 1985 een groot deel van de uitzendrechten van Disneyproducties weten te bemachtigen, waardoor men hier de beschikking kreeg over een groot aantal oude en nieuwe tekenfilms. Deze werden aanvankelijk uitgezonden in het programma Dit is Disney, dat gepresenteerd werd door Irene Moors. Na het vertrek van Moors naar omroep RTL 4 tuigde de NCRV in 1989 een nieuw programma op. Dit programma heette het eerste jaar Disney Parade, maar kreeg in 1990 de nieuwe naam Disney Club. 
Het concept bestond niet alleen uit een televisieprogramma, maar ook uit kindertheatervoorstellingen. De presentatie lag aanvankelijk in handen van het duo Jochem van Gelder en Melline Mollerus. Later werden dit Van Gelder, Mike Starink en Willy Nap. 
In mei 1992 trok de NCRV de stekker uit het programma om zich op ander jeugdamusement te kunnen richten. De nieuwe netindeling – waarbij nu meer zendtijd naar de EO en de VPRO ging – speelde een rol bij het stopzetten van Disney Club.